# Dennis Westcott
Dennis Westcott (2 de julio de 1917 - 13 de julio de 1960) fue un futbolista inglés que jugó como delantero centro en clubes como New Brighton, Wolverhampton Wanderers, Blackburn Rovers, Manchester City y Chesterfield.
En 2017, fue incluido póstumamente en el Salón de la Fama del Wolverhampton Wanderers.

## Trayectoria
Westcott inició su carrera en los clubes locales Wallasey Grocers y Leasowe Road Brickworks antes de someterse a pruebas con Everton y West Ham United de la Football League, las cuales no superó. Posteriormente, se unió al New Brighton de la Tercera División (Norte) en enero de 1936, donde marcó 10 goles en 18 partidos de liga. En julio de 1936, Wolverhampton Wanderers lo fichó y debutó contra Grimsby en una eliminatoria de la FA Cup, anotando uno de los goles en la victoria 6-2. Durante la temporada 1937-38, Westcott fue el máximo goleador del club con 22 goles. En la siguiente temporada, anotó 43 goles en 43 apariciones, estableciendo un récord del club que se mantuvo durante 50 años hasta que Steve Bull lo superó. Westcott también jugó en la final de la FA Cup de 1939, donde los Wolves fueron derrotados por 4-1 ante Portsmouth.
En 1939, el fútbol competitivo se suspendió debido a la Segunda Guerra Mundial, privando a Westcott de varios años de su mejor momento. Durante la guerra, jugó cuatro partidos internacionales en tiempos de guerra con Inglaterra y anotó seis goles en cinco partidos mientras jugaba como invitado con Brentford. Cuando se reanudó el fútbol competitivo en 1946, Westcott continuó con sus hazañas goleadoras, estableciendo otro récord del club con 38 goles en la temporada 1946-47, convirtiéndose en el máximo goleador de la liga. También marcó en su única aparición con la Football League XI en marzo de 1947. En 1948, Wolverhampton Wanderers lo liberaron y fichó por Blackburn Rovers durante el mes previo al descenso del club a la Segunda División. En Blackburn, marcó 37 goles en 63 partidos de liga. Luego fichó por el Manchester City, donde anotó 36 goles en 72 partidos ligueros, terminando como máximo goleador del club en cada una de las dos temporadas completas que jugó. Finalmente, Westcott se mudó a Chesterfield y terminó su carrera con Stafford Rangers.

## Vida personal
Murió de leucemia en 1960 a la edad de 43 años, una semana y cuatro días después de cumplir 43 años.

## Clubes
| Club                    | País          | Año           | PJ  | Goles |
| ----------------------- | ------------- | ------------- | --- | ----- |
| New Brighton            | Inglaterra    | 1936          | 18  | 10    |
| Wolverhampton Wanderers | Inglaterra    | 1936-1948     | 128 | 105   |
| Liverpool               | Inglaterra    | 1940-1941     | 2   | 6     |
| Brentford               | Inglaterra    | 1943-1944     | 5   | 6     |
| Blackburn Rovers        | Inglaterra    | 1948-1950     | 63  | 37    |
| Manchester City         | Inglaterra    | 1950-1952     | 72  | 37    |
| Chesterfield            | Inglaterra    | 1952-1953     | 40  | 21    |
| Stafford Rangers        | Inglaterra    | 1953-1957     | -   | -     |
| Total carrera           | Total carrera | Total carrera | 328 | 222   |

## Palmarés

### Campeonatos nacionales
| Torneo                  | Club                    | País       | Año     |
| ----------------------- | ----------------------- | ---------- | ------- |
| Football League War Cup | Wolverhampton Wanderers | Inglaterra | 1941-42 |